# Dobrica Tegeltija
Dobrica Tegeltija (sinh ngày 6 tháng 10 năm 2000) là một cầu thủ bóng đá Bosna và Hercegovina thi đấu ở vị trí tiền vệ cho câu lạc bộ Serbia Vojvodina và đội tuyển quốc gia U-17 Bosna và Hercegovina.

## Sự nghiệp câu lạc bộ
Ngày 21 tháng 10 năm 2016 Tegeltija ra mắt cho Vojvodina, trong chiến thắng 3-0 trước Voždovac.

## Sự nghiệp quốc tế
Tegeltija là thành viên của đội tuyển quốc gia U-17 Bosna và Hercegovina.